# Schrankogel
Lo Schrankogel (3 496 m s.l.m.) è una montagna delle Alpi Retiche orientali (sottosezione Alpi dello Stubai). Si trova in Austria (Tirolo).
La prima ascensione conosciuta risale al 1840 ad opera di Pfarrer Schöpf.